# Dejan Manaskov
Dejan Manaskov (26. kolovoza 1992.) je makedonski rukometaš. Nastupa za klub MKB Veszprém KC i Sjevernomakedonsku reprezentaciju.
Sudjelovao na svjetskom prvenstvu 2019. godine. 
Sin je makedonskog rukometaša Pepija Manaskova i brat rukometaša Martina Manaskova.